# Roghudi
Roghudi és un comune (municipi) de la Ciutat metropolitana de Reggio de Calàbria, a la regió italiana de Calàbria, situat a uns 130 km al sud-oest de Catanzaro i a uns 20 km al sud-est de Reggio de Calàbria. A 1 de gener de 2019 la seva població era de 1.000 habitants.
La característica principal del municipi de Roghudi és que es divideix en dues parts diferenciades situades a una gran distància l'una de l'altra (uns 40 km):
- Roghudi Nuovo, on s'ubica la seu municipal', es troba en un enclavament dins el municipi de Melito di Porto Salvo, a prop de la costa de la mar Jònica. Es va fundar el 1973 després de dues inundacions consecutives que van fer que Roghudi Vecchio fos inhabitable.
- Roghudi Vecchio es troba a l'interior, al vessant sud de l'Aspromonte. Actualment és un poble abandonat. No gaire lluny hi ha el llogarret de Chorìo, també deshabitat.

Roghudi és un dels llocs on encara es parla el grecànic, sent un romanent de l'antiga colonització grega de Magna Grècia al sud d'Itàlia i Sicília.
Roghudi limita amb els municipis següents: Africo, Condofuri, Cosoleto, Roccaforte del Greco, Sinopoli, Bova i Melito di Porto Salvo.